# Axel Landquist
Carl Axel Emil Landquist, född den 16 februari 1843 i Dagsbergs socken, Östergötlands län, död den 14 november 1933, var en svensk präst. Han var far till John, Ellen och Daniel Landquist.
Landquist blev filosofie doktor 1872, teologie kandidat 1875 och teologie doktor 1893. Han var kyrkoherde i Katarina församling i Stockholm 1879–1929. Åren 1906–1920 var han preses i Samfundet Pro Fide et Christianismo. Axel Landquists park i Stockholm är uppkallad efter honom sedan 1985. Han utformade förslag till ny folkskolestadga för Stockholm samt inrättade fritidshem, skolbespisningar och skollovskolonier.
Axel Landquist är begravd på Katarina kyrkogård i Stockholm.